# Bobodol
Bobodol és un assentament del municipi de Promina (Šibenik-Knin, Croàcia). El 1995, fou arrasat durant la guerra dels Balcans.